# Josephine St. Pierre Ruffin
Josephine St. Pierre Ruffin (Boston, 31 agosto 1842 – Boston, 13 marzo 1924) è stata una giornalista, editrice e attivista statunitense.
Fu editrice del Woman's Era, il primo quotidiano nazionale pubblicato da e per donne afroamericane.

## Primi anni e istruzione
Ruffin nacque a Boston da John St. Pierre, di origine francese e africana proveniente dalla Martinica, e da Elizabeth Matilda Menhenick, proveniente dalla Cornovaglia. Frequentò le scuole pubbliche a Charlestown e a Salem, e una scuola privata a New York a causa delle obiezioni dei suoi genitori alle scuole segregate di Boston. Completò i suoi studi alla Bowdoin School dopo la fine della segregazione nelle scuole di Boston.
A 16 anni sposò George Lewis Ruffin (1834-1886), che divenne il primo afroamericano laureato alla Harvard Law School, il primo afroamericano eletto al Boston City Council e il primo afroamericano giudice municipale. La coppia si trasferì a Liverpool ma tornò a Boston poco dopo e si stabilì nel West End.

## Attivismo
Lavorando con suo marito, Ruffin fu attiva nella lotta contro la schiavitù. Durante la guerra civile aiutarono a reclutare soldati neri per l'esercito dell'Unione, il 54º e il 55º reggimento del Massachusetts. La coppia lavorò anche per la Sanitation Commission, che forniva aiuti per la cura dei soldati sul campo. Dopo la fine della guerra Ruffin rivolse la sua attenzione all'organizzazione per la Kansas Freedmen's Relief Association, raccogliendo denaro e vestiti da inviare ai neri del sud che si reinsediavano in Kansas, noti come exodusters.
Ruffin sostenne il suffragio femminile, e nel 1869 si unì a Julia Ward Howe e a Lucy Stone per formare l'American Woman Suffrage Association (AWSA) a Boston. Inoltre scrisse per il settimanale The Courant e divenne membro della New England Woman's Press Association.

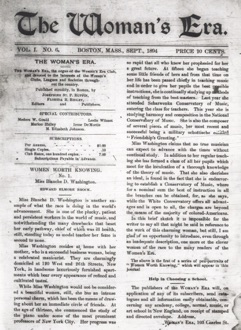
Prima pagina di The Woman's Era, settembre 1894

Quando suo marito George morì all'età di 52 anni nel 1886, Ruffin usò la sua sicurezza finanziaria e le sue capacità organizzative per dare vita al Woman's Era, il primo giornale del paese pubblicato da e per donne afroamericane. Ne fu editrice dal 1890 al 1897. Pur promuovendo attività interrazziali, The Woman's Era invitava le donne afroamericane a chiedere maggiori diritti per la loro razza.
Nel 1894 organizzò il Woman's Era Club, un gruppo di difesa delle donne afroamericane, con l'aiuto di sua figlia Florida Ridley e Maria Baldwin, preside della scuola di Boston.
Nel 1895 fondò la National Federation of Afro-American Women. Convocò la prima conferenza nazionale delle donne afroamericane a Boston, alla quale parteciparono donne di 42 club di 14 stati. L'anno successivo l'organizzazione si fuse con la Colored Women's League per formare la National Association of Colored Women's Clubs (NACWC). Mary Church Terrell fu eletta presidente e Ruffin fu una delle vicepresidenti dell'organizzazione.
Il New Era Club fu sciolto nel 1903, ma Ruffin rimase attiva nella lotta per la parità di diritti, e nel 1910 contribuì a formare la National Association for the Advancement of Colored People (NAACP). Insieme ad altre donne che erano appartenute al New Era Club co-fondò la League of Women for Community Service.
Morì di nefrite nella sua casa a Boston nel 1924 e fu sepolta nel Mount Auburn Cemetery di Cambridge. Nel 1995 fu inserita nella National Women's Hall of Fame.